# O-46觀察機
Douglas O-46是一款由道格拉斯飛行器公司製造，供美國陸軍航空兵團和菲律賓陸軍航空隊使用的觀察機。

## 發展
O-46A是道格拉斯生產的最後1架觀測機。該機的設計目的是像第一次世界大戰一樣在戰線後面的既定機場起降並執行任務。然而，1939年發布的一份關於O-46A的報告，指出它速度太慢且太重，無法超越敵方戰鬥機，並且無法在農田等簡易場地執行起降。而且由於體積太大，無法隱藏在樹下。 這份報告是對未來戰局的預測，因為第二次世界大戰的戰線瞬息萬變，陸軍更需要能夠在未經改造或簡易改造的機場上運行的輕型、機動觀測飛機。因此，1942 年，“O”（觀察）名稱更改為“L”（聯絡）。
O-46是O-43觀察機的改進型。合約裡的第24架O-43A成為XO-46原型機。陸軍航空兵團於1935年訂購了90架O-46A，並於1936年5月至1937年4月期間建造。
至少11架O-46執行過海外任務；1941年12月8日，日本襲擊菲律賓克拉克空軍基地，兩架O-46被摧毀。馬裡蘭州空軍國民警衛隊在新澤西州海岸附近以O-46A執行反潛任務。剩餘的在1942年底退出戰線，並作為教練機和公務機使用。
目前僅存1架O-46A(s/n 35-179)展示於俄亥俄州代頓附近的萊特-派特森空軍基地的美國空軍國家博物館中。

### O-48
道格拉斯曾考慮將O-46裝配新型的萊特R-1670-3發動機，並命名為O-48，但該計畫並未實現。

### 註記
1. ↑  Francillon 1979, p. 134.
2. ↑  "Douglas Aircraft Builds the DC-1 and DC-2." 的存檔，存档日期September 19, 2002，. U.S. Centennial of Flight Commission, 2003. Retrieved: 27 September 2007.
3. ↑  Armstrong 2005, p. 50.
4. ↑  . National Museum of the United States Air Force. 5 June 2015  [28 August 2020].
5. ↑  Westburg, Peter W. and  Peter M. Bowers. "The Parasols of Santa Monica". Wings, Volume 4, Number 2, April 1974, pp. 68–69.
6. ↑  Gaillard July 1993, p. 27

### 書目
- Armstrong, William M. Baltimore in World War II. Mount Pleasant, South Carolina: Arcadia Publishing, 2005. ISBN 978-0-7385-4189-1.
- Francillon, René J. McDonnell Douglas Aircraft since 1920. London: Putnam, 1979. ISBN 0-370-00050-1.
- Gaillard, Pierre. . Le Fana de l'Avaiation. No. 284. July 1993: 26–27 （法语）.

## 外部連結
- Douglas O-46 at Ugolok Neba （页面存档备份，存于）